# Силос (Асколи Пичено)
Силос (итал. Silos) насеље је у Италији у округу Асколи Пичено, региону Марке.
Према процени из 2011. године у насељу је живело 18 становника. Насеље се налази на надморској висини од 279 m.